# Madonna Ghibertiana di tipo A
La Madonna col Bambino (detta anche Madonna Ghibertiana di tipo A) è una scultura in stucco e gesso (68x43 cm) variamente attribuita, che si trova in numerosi esemplari, uno dei più significativi tra i quali è a palazzo Davanzati a Firenze.

## Storia e descrizione

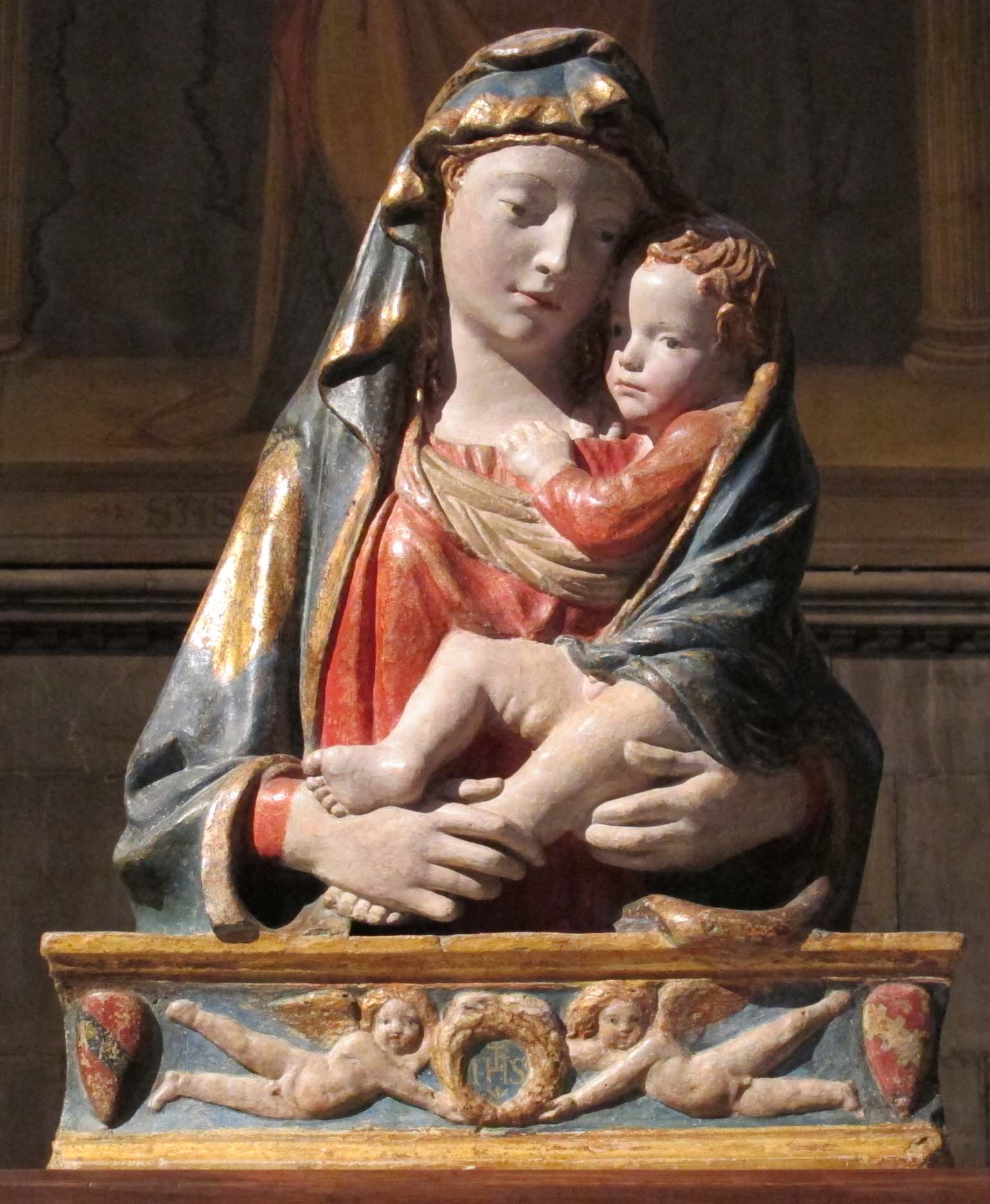
La Madonna di tipo "B"

Esistono due tipi di Madonna col Bambino a mezzo busto conosciuti in molte repliche ciascuno. In entrambi Maria tiene in braccio il figlio, che è a figura intera, e che le si avvicina al volto fino a sfiorarlo, ruotando la schina verso di lei e tenedo il braccio sinistro alzato e piegato al gomito verso il collo della madre. Il tipo "A" è caratterizzato dai piedi del bambino incrociati e soprastanti la mano sinistra della madre; nel tipo "B" invece la mano della Madonna copre i piedi del Bambino, e il velo di lei ha una forma diversa, che avvolge anche Gesù. Ciascuna fa parte di una serie replicatissima nel Quattrocento fiorentino, delle quali non si conoscono gli esemplari originari (forse marmorei?).
Entrambe sono riferite tradizionalmente alla bottega di Lorenzo Ghiberti (da Luciano Berti in poi). In particolare, per il tipo A si conoscono circa ottanta esemplari (elencati da Gentilini). L'attribuzione si basava sulla presenza nel gradino di una delle repliche (quella al Bode Museum) di un rilievo di Eva ripreso dalla Porta del Paradiso.
Nel 2003 invece Luciano Bellosi (nel catalogo della mostra per il cinquecentenario di Masaccio), rileggendo alcune caratteristiche stilistiche e certi grafismi derivati dall'arte classica, la attribuì al Maestro del San Pietro di Orsanmichele, che altro non sarebbe se non il giovane Filippo Brunelleschi, del quale si ignorano sommamente gli inizi come scultore. L'opera in particolare sarebbe attribuibile al 1402-1405, subito dopo il concorso per la porta nord del Battistero. La proposta di Bellosi, sebbene inizialmente tenuta in considerazione tra gli studiosi della cerchia fiorentina, non ha trovato una piena accoglienza in ambito internazionale, dove i musei riferiscono ancora le copie in loro possesso a Ghiberti e alla sua bottega. Anche a palazzo Davanzati, nel riallestimento post 2014, l'opera è stata nuovamente ricondotta alla bottega del Ghiberti. 
Un'altra tipologia simile è poi attribuita a Nanni di Bartolo (si veda il busto nel Museo di Greve in Chianti).